# Truhlářka (Libeň)
Truhlářka je dnes již zaniklá usedlost číslo popisné 740 v Praze - Libni pocházející z 18. století. Nacházela se jižně od dnešní ulice Na Truhlářce. Stála také východně od usedlosti Pelc - Tyrolky. Usedlost měla č.p. 128 v katastru Holešoviček.

## Historie
Původně to byla pouze vinice, na ní vznikla v 18. století barokní usedlost, kterou dal postavit umělecký truhlář Václav Unmuth. Ten byl autorem například oltářů a konstrukcí oratorií v Loretě na Hradčanech. Kolem poloviny 18. století náležela po něm zvaná Truhlářka jeho dědicům, tehdy tu však existovala už jen jedna vinička, většina vinohradu byla asi následkem válek před polovinou století rozorána na pole.
Stabilní katastr uvádí majitele Jana Nebeského, podle indikační skici tvořily Truhlářku tři hospodářské a obytné budovy.
Dalšími majiteli (kolem roku 1850) byli také bratři Mojžíš a Leopold Porgesovi z Portheimu, kteří vlastnili také letohrádek Portheimka na pražském Smíchově a jejich dědicům náležela až do počátku 20. století.
Obytná budova i hospodářské objekty usedlosti Truhlářka byly však v 50. letech 20. století zbourány.